# Suchy Las (gmina)

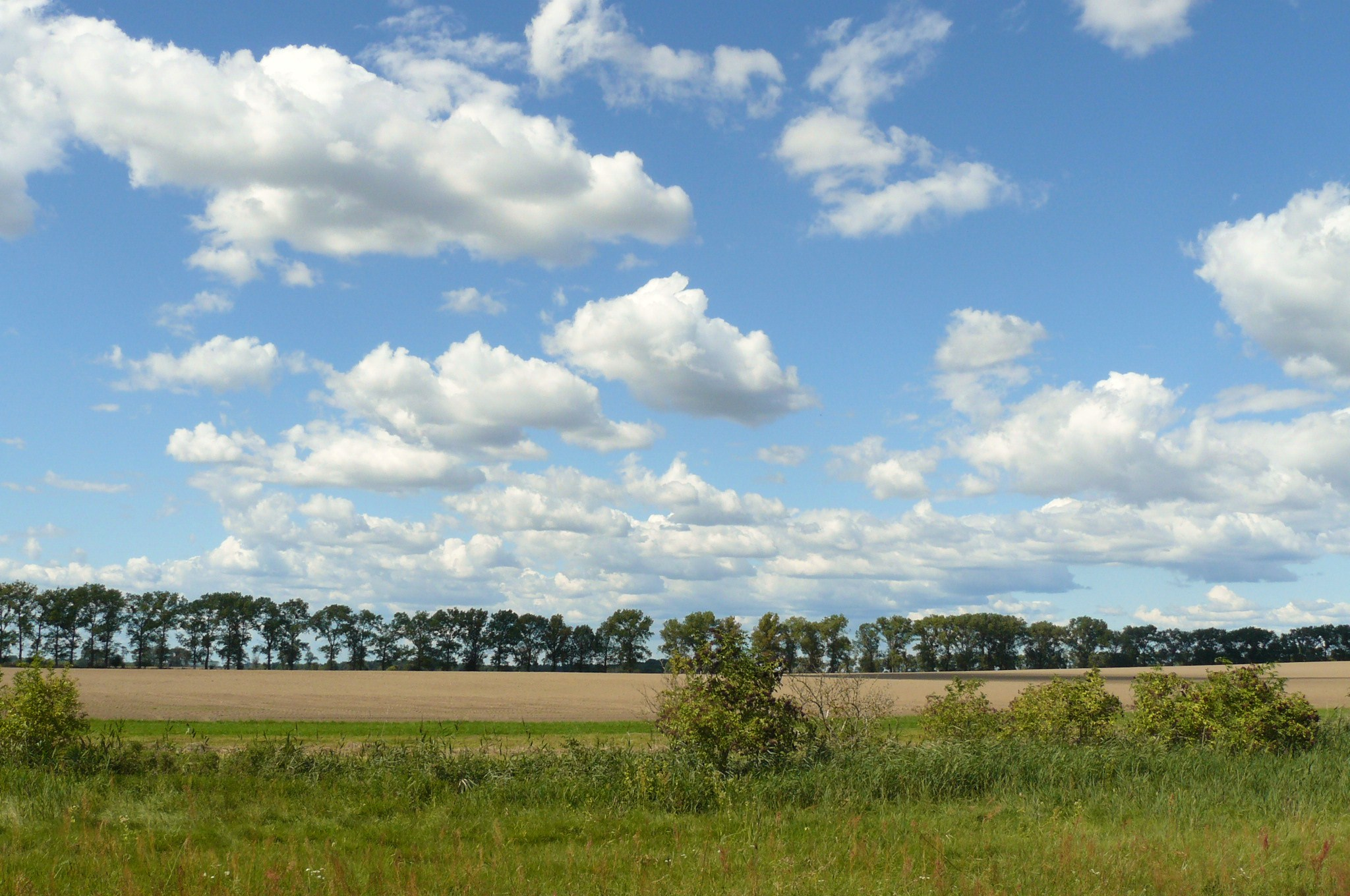
Krajobraz okolic Złotnik

Suchy Las – gmina wiejska w województwie wielkopolskim, w powiecie poznańskim. W latach 1975–1998 gmina położona była w województwie poznańskim.
Siedzibą gminy jest Suchy Las.
Według danych, na podstawie meldunku, z 30 czerwca 2021, gminę zamieszkiwały 18 630 osób.
Gmina Suchy Las znajduje się na północ od granic miasta Poznania, stolicy województwa wielkopolskiego. Przez gminę przebiega droga krajowa nr 11, prowadząca z Poznania do Koszalina. W planach miasta Poznania jest wybudowanie IV ramy (obwodnicy) komunikacyjnej Poznania, która będzie kończyć się w gminie Suchy Las na krajowej S11. Te dwa czynniki determinują w wielkim stopniu lokalny rozwój i jego główne kierunki.
Gmina składa się obecnie z jedenastu jednostek pomocniczych – pięciu osiedli: Suchy Las, Suchy Las-Wschód, Biedrusko, Złotniki-Osiedle, Osiedle Grzybowe oraz sześciu sołectw: Chludowo, Golęczewo, Jelonek, Zielątkowo, Złotkowo, Złotniki-Wieś.
Unikatem na skalę europejską jest położony na tym terenie „Rezerwat przyrody Meteoryt Morasko”, w którym można zobaczyć wgłębienia powstałe na skutek deszczu meteorytowego.

## Struktura powierzchni
Według danych z roku 2002 gmina Suchy Las ma obszar 116,55 km², w tym:
- użytki rolne: 28%
- użytki leśne: 29%

Obszar gminy stanowi 6,14% powierzchni powiatu.
Cechą wyróżniającą gminę jest położony na jej terenie poligon w Biedrusku, który zajmuje aż 62,6% powierzchni całej gminy. Poligon jest wyjątkowo malowniczym obszarem, o niesłychanie ciekawej faunie i florze, a ze względu na bliskość Poznania pełni funkcję „zielonych płuc miasta”. Na poligonie kręcony był film „Ogniem i Mieczem” reż. Jerzy Hoffman. Gmina Suchy Las położona jest na obszarze Pojezierza Wielkopolskiego. Najbardziej atrakcyjne i cenne obszary objęte zostały ochroną poprzez utworzenie w 1994 roku Obszaru Chronionego Krajobrazu „Biedrusko”, który bezpośrednio łączy się z Zespołem Przyrodniczo Krajobrazowym „Morasko”, położonym na obszarze miasta Poznania.
W gminie utworzono 11 jednostek pomocniczych: Gminie Suchy Las wyodrębnionych jest 11 jednostek pomocniczych:
- Osiedle Biedrusko
- Sołectwo Chludowo
- Sołectwo Golęczewo
- Sołectwo Jelonek
- Osiedle Grzybowe
- Osiedle Suchy Las
- Osiedle Suchy Las Wschód
- Sołectwo Zielątkowo
- Sołectwo Złotkowo
- Osiedle Złotniki Osiedle
- Sołectwo Złotniki Wieś

## Demografia

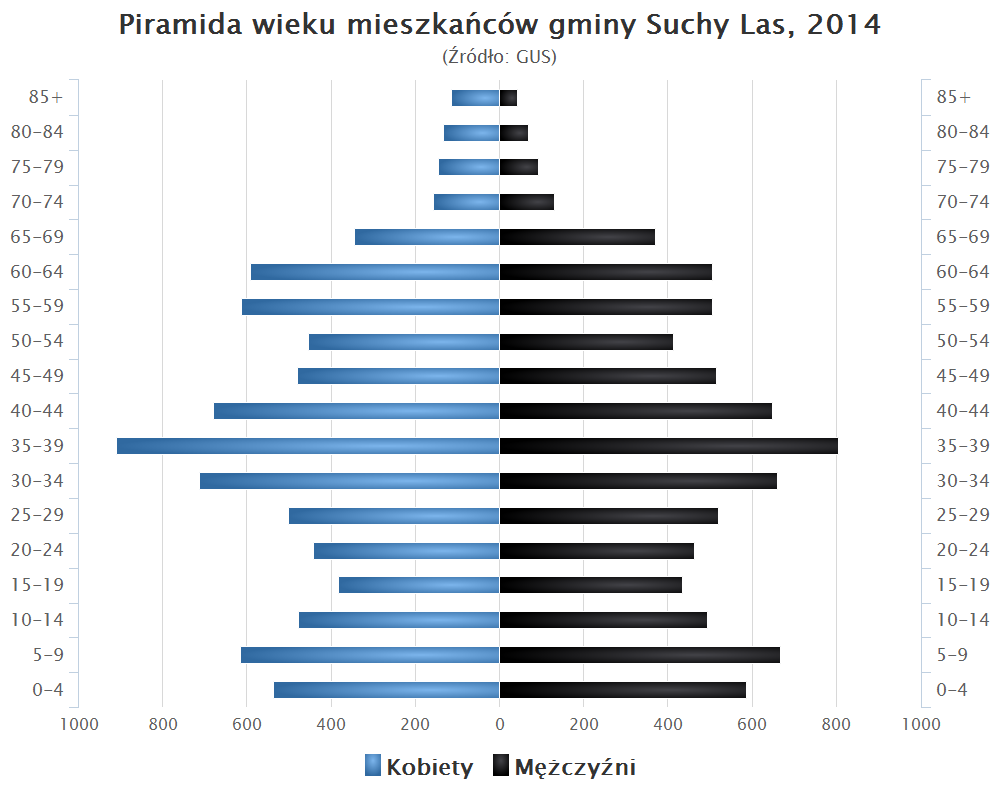
Piramida wieku mieszkańców gminy Suchy Las w 2014 roku

| Nazwa            | Typ      | Ludność | Ludność | Ludność | Ludność | Ludność | Ludność | Ludność | Ludność | Ludność | Ludność |       |
| Nazwa            | Typ      | '04     | '06     | '08     | '10     | '12     | '14     | '16     | '18     | '20     | '22     | '23   |
| ---------------- | -------- | ------- | ------- | ------- | ------- | ------- | ------- | ------- | ------- | ------- | ------- | ----- |
| Biedrusko        | osiedle  | 2024    | 1975    | 1959    | 1989    | 2096    | 2223    | 2326    | 2539    | 2764    | 2883    | 2923  |
| Chludowo         | sołectwo | 1164    | 1206    | 1245    | 1274    | 1307    | 1339    | 1346    | 1338    | 1354    | 1347    | 1335  |
| Golęczewo        | sołectwo | 755     | 813     | 909     | 973     | 1083    | 1121    | 1176    | 1239    | 1275    | 1291    | 1296  |
| Jelonek          | sołectwo | 158     | 175     | 186     | 207     | 227     | 257     | 288     | 340     | 355     | 383     | 396   |
| Osiedle Grzybowe | osiedle  | 900     | 1123    | 1247    | 1331    | 1355    | 1404    | 1443    | 1421    | 1440    | 1412    | 1411  |
| Suchy Las        | osiedle  | 4492    | 5159    | 5586    | 5979    | 6299    | 3466    | 3529    | 3658    | 3733    | 3763    | 3743  |
| Suchy Las-Wschód | osiedle  | –       | –       | –       | –       | –       | 3037    | 3160    | 3313    | 3471    | 3564    | 3655  |
| Zielątkowo       | sołectwo | 285     | 493     | 368     | 427     | 483     | 515     | 537     | 574     | 612     | 638     | 678   |
| Złotkowo         | sołectwo | 312     | 360     | 385     | 394     | 426     | 437     | 428     | 476     | 487     | 487     | 501   |
| Złotniki-Osiedle | osiedle  | 935     | 1035    | 1174    | 1249    | 1323    | 1380    | 1448    | 1596    | 1853    | 1959    | 2052  |
| Złotniki-Wieś    | sołectwo | 328     | 324     | 317     | 323     | 330     | 318     | 311     | 292     | 282     | 274     | 270   |
| Suma             | Suma     | 11353   | 12663   | 13375   | 14163   | 14929   | 15497   | 16002   | 16786   | 17626   | 18000   | 18465 |

## Edukacja

### Przedszkola
W gminie Suchy Las działa 12 przedszkoli:

#### Suchy Las
- Przedszkole „Leśnych Ludków”[8],
- Prywatne Przedszkole „Piraciki”[9],
- Prywatne Przedszkole „Wesoły Delfinek”[10],
- Niepubliczne Przedszkole Anglojęzyczne „Kraina Elmo”[11],
- Przedszkole „Natura”[12],
- Niepubliczny Punkt Przedszkolny „Supełkowo”[13],
- Magic World Preschool Dwujęzyczne Niepubliczne Przedszkole[14],

#### Biedrusko
- Przedszkole w Zespole Szkół im. 7 Pułku Strzelców Konnych Wlkp. w Biedrusku[15],

#### Chludowo
- Przedszkole w Chludowie w Zespole Szkół im. o. M. Żelazka w Chludowie[16],

#### Golęczewo
- Przedszkole w Golęczewie w Zespole Szkół im. o. M. Żelazka w Chludowie[17],

#### Złotniki
- Publiczne przedszkole Akademos[18],
- Przedszkole Kompetencyjne Ul[19].

### Szkoły podstawowe
Na terenie gminy funkcjonuje siedem szkół podstawowych: cztery publiczne, dwie prywatne oraz jedna niepubliczna. Są to:
- Szkoła Podstawowa nr 1 im. Wojciecha Bogusławskiego w Suchym Lesie[20],
- Szkoła Podstawowa nr 2 im. Jana Pawła II w Suchym Lesie[21],
- Szkoła Podstawowa w Chludowie w Zespole Szkół im. o. Mariana Żelazka w Chludowie (z filią w Golęczewie)[22],
- Szkoła Podstawowa w Biedrusku w Zespole Szkół im. 7 Pułku Strzelców Konnych Wlkp. w Biedrusku[23],
- Prywatna Szkoła Podstawowa nr 1 w Biedrusku[24],
- „Harmonia” Prywatna Szkoła Podstawowa Montessori w Suchym Lesie[25],
- World Primary School – Niepubliczna Szkoła Podstawowa z oddziałami dwujęzycznymi w Suchym Lesie[14].

Według danych Urzędu Statystycznego w Poznaniu w roku szkolnym 2019/2020 uczyło się w nich 2099 uczniów.

### Szkoły średnie
W Suchym Lesie działa jedna szkoła średnia – Publiczne Liceum Ogólnokształcące im. Romka Strzałkowskiego.

## Transport
Przez gminę przebiega linia kolejowa nr 354 (Poznań – Piła), a także droga krajowa nr 11 (Poznań – Kołobrzeg); od strony Poznania wjeżdża się do Suchego Lasu nowym wiaduktem Gabriela Narutowicza. Komunikację autobusową w gminie organizuje ZTM Poznań, w którego imieniu działa trzech przewoźników: gminny ZKP Suchy Las (większość linii), MPK Poznań (na liniach do Biedruska) oraz rokietnicki Rokbus (linia przecina gminę).

## Sąsiednie gminy
Czerwonak, Murowana Goślina, Oborniki, Poznań, Rokietnica

## Miasta partnerskie
Gmina nawiązała współpracę partnerską z miastami:
- Isernhagen  Niemcy
- Tamási, Regöly  Węgry
- Poronin, Polska